# Az olajkirály
Az olajkirály Karl May német író ifjúsági kalandregénye, eredeti címén: Der Ölprinz. A Németországban 1898-ban megjelent mű már 1912-ben eljutott a magyar olvasókhoz. Az indiántörténet a Móra Ferenc Könyvkiadó gondozásában 1972 óta többször is megjelent. 2012-ben a Duna International Könyvkiadó Karl May-sorozatában látott napvilágot.

## A regény előzményei
Az olajkirály May 1887 és 1897 között keletkezett ifjúsági regényei közé tartozik. A kifejezetten fiatal olvasók számára írt történetek a Der Gute Kamerad magazinban jelentek meg. A vadnyugati történetekben már nem Old Shatterhand az első személyű elbeszélő, de az események alakításában fontos szerepet tölt be. Előzményei közé tartozik A Medveölő fia (1887) és A sivatag szelleme (1888).

## Történet
|  | Alább a cselekmény részletei következnek! |

- Első fejezet: Gazfickók paradicsoma

Kelly kocsmája a mexikói határ közelében épült, de közel volt Arizona állam fővárosához, Tucsonhoz is. Hamarosan egy tucatnyi bandita érkezett a kocsmához, a Busher vezette „szemesek” tértek be egy pár kupicára. Kelly volt az orgazdájuk, akinek elárulták, egy bevándorló csapatot néztek ki következő áldozatuknak. Három új jövevény érkezett a kocsmába, akik zöldfülű szabólegényeknek adták ki magukat, és megkopasztották egy lövészversenyben az elbizakodott bandavezért. Sam Hawkins, Dick Stone és Will Parker; „a háromlevelű lóhere” tréfálta meg a haramiákat, akik bosszúszomjasan visszavágóra készülődtek.
- Második fejezet: A jó vacsora ára

A rablók egyik terve az volt, hogy a német bevándorlók 16 vontatóökre közül ellopnak egyet. A másik meg az, hogy a szabókat leitatják, majd megölik őket, és elveszik a náluk lévő pénzt. A bevándorlók megérkeztek a kocsma közelébe, de a martalócok jelenléte miatt inkább a falucska határában pihentek meg. A csoporttól lemaradt Hampel kántor elbeszélgetett Sammel, kiderült a muzsikusról, hogy operát készül írni a Vadnyugatról, és még Németországból ismeri Bicegő Frankot. A tapasztalatlan bevándorlók nem alakítottak ki szekérvárat, így a banditák könnyen elloptak egy ökröt, az állat legfinomabb részéből vesepecsenyét készíttettek a kocsmárossal. A németek hiába kérték számon a lopást, a bajkeverők fölényben voltak. Sam megígérte Julius kovácsmesternek, a bevándorlók vezetőjének, hogy a tolvajok kártérítést fognak fizetni a lopásért. Az útonállók a hús mellé finom, kaliforniai bort kínáltak a szabólegényeknek, de azok túljártak az eszükön. Végül a rablók részegedtek le, hamarosan megkötözve feküdtek a kocsma padlóján. Samék az új hazát keresők csapatánál összetalálkoztak Nicsa Ini (Nagyvillám, navaho indiánfőnök) fiával Csi Szoval, aki Európában tanult, s most ezzel a csapattal tért vissza Amerikába. A lerészegedett rablók zsebéből kivett zsebórákkal kárpótolták a bevándorlókat.
- Harmadik fejezet: A két kapitány

Csi Szo és barátja - akivel együtt tanultak egy német erdészeti főiskolán -, vezették tovább a karavánt. Sam sok mindent megtudott a bevándorlókról a kántorral folytatott beszélgetésből. Például azt, hogy Arnold Wolf a heimburgi erdész fia volt, aki nagy vagyont örökölt egy amerikai nagybácsitól, ezt átvenni jött át az Óvilágból. Csi Szo anyját, Nicsa Ini feleségét Elizabethnek hívják, aki sokat tett a navaho indiánok fejlődéséért. Miután Tucsonba ért a csoport, és letáboroztak a külvárosban, Sam felkereste a katonai parancsnokságot.
Graham kapitány először fölényesen beszélt Sammel, de miután megtudta, hogy Hawkins kapitányi rangot szerzett Grant tábornok oldalán a polgárháború idején, mindjárt más szemmel nézett az előtte állóra. Sam beszámolt kalandjukról a rablóbandával, és egy cselvetést beszélt meg a kapitánytársával. Graham húsz katonát biztosított a terv végrehajtásához.
- Negyedik fejezet: A szekérvár ostroma

Kilenc mérföldet tett meg a karaván a száz mérföldes sivatagban. Egy kút mellett pihentek meg, itt várták be a rablók támadását. Este nagy tüzet raktak, hogy elaltassák a banditák figyelmét. Hawkins és Parker felderítő útra indultak, a „szemesek” egy kőhalom mögött táboroztak. A két híres vadász kihallgatta a bűnözők beszélgetését, amiből megtudták azok kegyetlen terveit. A rablók közül Preston indult kikémlelni a bevándorlókat, visszaútján összefutott az elkódorgott kántorral. Polly, a gyáva scout (vezető) és Rosalie asszony összevesztek, Polly megpróbált elszökni, hogy átálljon a banditákhoz, de Csi Szo elfogta, és megkötözve visszavitte a táborba. A közelben várakozó katonák és a bevándorlók a sötétben helyet cseréltek, a biztonság kedvéért a civilek nem vettek részt a harcban. Samék persze kivételek voltak, hozzájuk csatlakozott még Csi Szo és Arnold is. A banditák csatárláncban közeledtek, de pórul jártak, valamennyiüket ártalmatlanná tették: puskatussal kaptak a fejükre. A fogoly Busher és a scout összebeszéltek, Polly másnap segített a bandavezérnek a szökésben.
- Ötödik fejezet: Forner ranchója

Forner úr jól védett kőházában szívesen látta vendégül a hozzá betérőket. Először Grinley, az olajkirály érkezett a befektetőjével, Mr. Rexszel és annak könyvelőjével, Mr. Brake-kel. Ezután két jómadár: Polly és Busher következtek. A „szemesek” szökésben lévő vezére Grinleyben mostohabátyjára ismert. Majd Bicegő Frank és Droll néni bukkant elő Old Shatterhandet és Winnetou-t utánzó öltözékében. Kiderült, hogy veszélyes a környék: a navahók kiásták a csatabárdot, a nokik és a nihorák is mozgolódtak. Mr. Rex olajlelőhelyet akart megnézni a Rio San Juan egyik ágánál, ám Droll néni szerint arrafelé egy csepp olaj sincs. Azt tanácsolta a bankárnak, hogy várja meg Old Shatterhandet és Winnetou-t, akik hamarosan megérkeznek Forner farmjára. Busher és Grinley különhúzódtak, az olajkirály beavatta terveibe az öccsét, akivel korábban együtt tartották rettegésben Arizona északi részét. Miután a helybéliek leszámoltak a bandával, a két életben maradt testvér különvált. Grinley okulván a korábbiakból szélhámos lett, titokban 40 hordó olajat vitt a Chelly folyó vidékére, százezer dollárt keresett volna az ügyön. Busher megígérte, hogy segít, Pollyt is beavatták a terveikbe, aki rossz hírt hozott a számukra Old Shatterhand és Winnetou közeli érkezéséről. Busher és Polly gyorsan búcsút vettek a farm gazdájától. Frank és Droll megígérték a bankárnak, együtt mennek a kérdéses lelőhelyre. Megérkezett a ranchra a bevándorló csapat, akik már nem ökrös-szekereken, hanem öszvéreken utaztak, céljuk a Colorado vidéke volt. A kántor és Frank örömmel üdvözölte egymást. Grinley megkérte - persze cselből - Sam Hawkinst, hogy a csapatához csatlakozhasson a Chellyig a bankárral együtt.
- Hatodik fejezet: A puebló foglyai

Másnap reggel a bevándorlók útnak indultak, először a forróság miatt szenvedtek majd egy közelgő vihar elől kerestek menedéket. Egy hatszintes pueblóhoz igyekeztek, ahol a harcias nihora indiánok tanyáztak. A már ötszáz éves, pagodaszerű lakóhely felfelé keskenyedő emeletein csak gyerekek és asszonyok látszottak. Busher, Polly már korábban megérkeztek ide, s rávették Ka Muka alfőnököt, hogy ejtse foglyul a nemsokára ideérkező idegeneket. A hatalmas vihar megzavarta Saméket, nem szívták el a békepipát a nihorákkal, s így az indiánok könnyen csapdába csalták őket. A második emeleten elzárták a bevándorlókat és kísérőiket a külvilágtól, csak a bankár és a könyvelő került máshová, őket a csalárd Grinley „szabadította ki”.
- Hetedik fejezet: A foglyok kiszabadítása

Az olajkirály csapata gyors vágtában lovagolt messzire a nihorák pueblójától. A fáradt bankár és munkatársa egy rövid pihenőben hallgatta meg Grinley meséjét a szöktetésről. Fel sem tűnt nekik, hogy mindenük megvolt, semmi sem hiányzott a poggyászukból. Három mérföldre a menekülőktől Old Shatterhand és Winnetou közeledett egymás felé. Puskalövésekkel igazították egymást útba. Forneréknál kellett volna találkozniuk, de már itt összefutottak. Öt lovas nyomára bukkantak, óvatosan követték a patkónyomokat, és kihallgatták az elbizakodottságukban hatalmas tűz körül beszélgető embereket. Megtudták, hogy kik maradtak még fogságban a pueblóban, s hogy a Gloomy Watersnél van az olajkirály lelőhelye. Gyanakodni kezdtek, mert ők ismerték a környéket, de ott olajnak korábban híre-hamva sem volt. Old Shatterhand és indián barátja visszahúzódtak, majd elhatározták, hogy kiszabadítják Sam Hawkinst és csapatát a pueblóból. Elcsodálkoztak Ka Maku, a nihora alfőnök kétszínűségén, aki eddig nem volt ellenséges a fehérekkel. Másnap az indián vár felé lovagoltak, amikor amerikai antilopok vágtattak el a közelükben. Négy indián vadász üldözte az állatokat, Winnetou-ék foglyul ejtették a nihorákat. Ka Maku is a lefegyverzett és gúzsba kötött foglyok között volt, „Pozdorja Ököl” ütötte le. A két vadnyugati hős megközelítette a pueblót, és kalandos körülmények között kiszabadította a bevándorlók csapatát. A varázspuska és egy kis alkudozás megtette hatását: a szökevények még a poggyászukat és a lószerszámaikat is visszakapták.
- Nyolcadik fejezet: Felderítők

A három lókötő és a (leendő) áldozatok már csak egynapi útra jártak a Komor Vizektől, amikor egy kurírral találkoztak. A hírvivő hivatalos iratokat vitt El Pasóba, figyelmeztette az öt lovast, hogy az életüket kockáztatják errefelé. A bankár megijedt a hírre, de az olajkirály megnyugtatta, hogy őket nem fenyegeti veszély. Grinley tudott arról, hogy a nihorák és a navahók kiásták egymás ellen a csatabárdot, de mindkét törzzsel eddig szót értett. Polly és Busher előőrsként előrelovagolt, a többiek egy napig az ideiglenes táborban maradtak. Busherék kiöntötték a tónál a Grinley által ott már korábban felhalmozott olajat, és a 40 hordót egy közeli barlangban rejtették el. Egy nap pihenő után Rex bankárék is az olajtavat rejtő katlan felé igyekeztek. Grinley a sziklák védelméből két indiánt vett észre, Mokacsi (Bölény), nihora nagyfőnök és társa éppen pihenőt tartottak. Hirtelen két újabb indián bukkant elő odalent, akik a nihorák nyomát követve jutottak el ide. Grinley hirtelen ötlettől vezérelve lelőtte a két navahót, hogy megnyerje Mokacsi jóindulatát. Khasti-tine is az orvul legyilkolt indiánok között volt, akit az övéi - 20 éves kora ellenére - „Öregember”nek neveztek. Mokacsi gonosztettnek nevezte a navahók megölését. Egy harmadik navaho felderítő nyomát is megtalálták a nihorák, közölték Grinleyvel, hogy vigyázzon jól a skalpjára, mert a túlélő indián mindent látott, s navahók nem hagyják bosszulatlanul társuk halálát.
- Kilencedik fejezet: Az olajtó

Az olajkirály (a II. kötet könyvborítója) Duna International Könyvkiadó, 2012

Polly és Busher beszámoltak a folyékony arany jelenlétéről a Gloomy Watersnél. Dollármilliók heverhettek a tó alatti mélyrétegekben. Valamennyien megérkeztek a nem csak üzletileg csodálatos helyhez. Rex bankár is fellelkesült, a könyvelő akadékoskodó észrevételei azonban bajba sodorták Grinleyt. Busher mentette meg a helyzetet, bár érvelése a fizika törvényeit figyelmen kívül hagyta, kihúzta bátyját a csávából. Míg a bankár a könyvelővel és Pollyval körüljárta az olajtavat, a két korábbi bandita megbeszélte, hogyan számolnak le a többiekkel. Nem vették észre, hogy egy indián messziről figyelte őket. Miután az adásvételi szerződést aláírták, a bankár kitöltötte megígért csekket. Grinley és Busher megmutatta Rexnek és Brake-nek a barlangot. A mit sem sejtő pénzembert és a könyvelőt leütötték. Nyolc navaho indián rajtaütött - a barlangba zárt üzletemberek tárgyain - osztozkodó rablókon. Öt fehérre számítottak, ezért keresték a hiányzó két embert. Busher - hogy mentse a helyzetet - azt hazudta, hogy leütötték, majd a tóba fojtották az életükre törő társaikat. A navahók az erdőbe hurcolták foglyaikat, és egy tisztáson fához kötözték őket. Harminc nihora harcos Mokacsi vezetésével követte a navahók nyomát, végignézték, hogyan ejtik foglyul a fehéreket, majd utánuk osonva lerohanták az ellenségeiket az erdőben. Mokacsi barátságtalan volt a fehérekkel szemben, azt ígérte, hogy őket is kínzócölöphöz fogja kötöztetni, ahogyan az óvatlan, Gyorsparipa által vezetett navaho felderítőket is.
Ekkortájt Winnetou és Old Shatterhand a telepesekkel a közelben járt. Az apacs törzsfőnök kiolvasta a zavaros nyomokból, mi is történhetett az olajtó közelében. Ezután felderítette a terepet, és úgy számolt be a korábban történtekről, mintha ott lett volna. Old Shatterhand egy barlangot keresett, ahol a szélhámosok a hordókat tárolhatták. Miután megtalálták a rejtekhelyet, kiszabadították Mr. Rexet és fogolytársát. A bankár elmesélte, hogyan is kerültek ők összekötözve a barlangba. A nagy fehér vadász felfedte az olajkirály üzelmeinek nyilvánvaló jeleit: petróleum (és nem nyersolaj) úszott a víz felszínén, a tó tetején lévő halak egy-két napja pusztultak el, és végül a barlang végébe küldte Mr. Rexet, hogy nézze meg a 40 (már üres) hordót. Csi Szo azt tervezte, hogy kiszabadítja a navaho felderítőket, Old Shatterhand és Winnetou megígérte neki, hogy segítik ebben. A fiatal indián azt is célul tűzte ki maga elé, hogy visszaszerezze Mr. Rex „céduláját”.
- Tizedik fejezet: A döntő pillanat

A nihora felderítők a foglyaikkal keresztüllovagolták az óriási prérit, majd a Chelly folyónál csatlakoztak a fősereghez. Dögkeselyűk köröztek felettük, ez vezette nyomra Old Shatterhandet és csapatát. A fehér vadász előrelovagolt és távcsövével derítette fel a terepet. Winnetou a nihora tábor közelébe lopódzott és megállapította, hogy öt tábortűz mellett 300 indián tanyázott a folyóparton, s a harcosok kettős köre vigyázta a megkötözött foglyokat. A telepesek aggodalmaskodtak, hogy kevés a vizük, a hebehurgya kántor elindult, hogy hozzon a folyóból. Ott azonban a nihorák észrevették és elfogták. Mokacsi nem értette az emeritus beszédét, Polly fordított német nyelvről. Bolondnak titulálta Hampelt, akire ezután az indiánok babonás tisztelettel néztek, és szabadon járkálhatott a táborban. A kántor elfecsegte, hogy Old Shatterhand és Winnetou is a közelben táborozik a telepesekkel, ezért Mokacsi megelőző támadásra készítette fel az embereit.

„Ez a szerencséje - gondolta magában. - Ha megcsalt volna, máris búcsút mondhatna az életének. Persze így is meghal. Elárulta a sápadtarcúakat, és azt hiszi, jutalmul megkegyelmezek neki, de téved. Az áruló még az ellenségnél is gyűlöletesebb.”

– Mokacsi gondolatai Pollyról, a scoutról (Részlet a regényből: Móra Ferenc Könyvkiadó, 1985, 241. oldal)

Bicegő Frank felébredt, és a kántort kereste, de nem találta a hálóhelyén, ezért Sam Hawkisszal a keresésére indultak. Droll néni volt az egyik őrszem, akit a nihorák leütöttek, majd lerohanták a bevándorlókat. Old Shatterhand és Winnetou is fogságba estek. A visszatérő Bicegő és Sam még látták, hogyan fosztották ki a táborukat az indiánok, de nem akadályozhatták meg. Mokacsi gőgösen megfenyegette Winnetou-ékat, Old Shatterhand puskája az övé lett. A fehér vadász a nihorák szeme láttára - gúzsba kötött kezével - leütötte a törzsfőnököt, majd az apacs főnök segítségével kiszabadította a társait. Egy ugrásra kész alfőnök sastollát a távolból Sam mesteri lövéssel kilőtte, az indián (a meglepetéstől) nem mert támadást vezényelni. A telepesek is visszaszerezték a fegyvereiket és a lovaikat, majd a fehérek mindannyian elhagyták a tábort. A kántor is ki akarta venni a részét a szabadításból, ő Pollynak adta a bicskáját, így az olajkirály és két cimborája is kiszabadultak. Old Shatterhand ennek hallatára leteremtette Hampelt, Két Balkéz-nek nevezte.
Winnetou és Mokacsi párbeszéde után a nihora főnök is belátta, hogy célszerű elszívnia a békepipát volt foglyai vezetőivel.

„Én minden embert szeretek, akármilyen a bőre, ha becsületes és tisztességes. És gyűlölök mindenkit, aki gonosz és kegyetlen. De legjobban a háborút gyűlölöm.”

– Winnetou véleménye az emberekről és a háborúról (Részlet a regényből: Móra Ferenc Könyvkiadó, 1985, 256. oldal)

- Tizenegyedik fejezet: A navahók törzsfőnöke

Két nappal később ott, ahol a Chelly a Rio San Juanba ömlik, hatszáz navaho indián készülődött a nihorák elleni hadjáratra. Nicsa Ini törzsfőnök a feleségével, Elizabethtel és német származású tanácsadójával, Mohicsóval tárgyalt. Mohicso eredeti neve Thomas Wolf volt, az indiánoknál kapta a Farkas nevet. Arnold Wolf nagybátyja pár harcossal antilopvadászatra indult, s a visszaúton három fehér lovassal találkozott. Grinley, Busher és Polly híreket hoztak a navahók számára, többek között a foglyul ejtett felderítőikről. Fegyvert, lőszert, élelmet kértek cserébe az információkért. Nicsa Ini ellenséges hangon beszélt a fehérekkel, „két nyelvű”, hazug embereknek nevezte őket. Felesége kérésére - aki megtudta, hogy Csi Szo, a fia is fogoly - hallgatta meg a vendégeket.
- Tizenkettedik fejezet: A végzetes papiros

Békepipa elszívása után Grinley elmesélte az általa felfedezett olajforrás történetét, a fogságba esésüket, valamint Khasti-tine és társa halálát: gyilkosuknak Mokacsit nevezte meg. Bizonyságul megmutatta a San Franciscó-i bankba szóló utalványt, amit Rex bankártól kapott. Farkas is megvizsgálta a csekket, és valódinak tartotta, Nagyvillám rá bízta az őrzését, míg ki nem derül, hogy igazat mondtak-e a sápadtarcúak. Grinley tiltakozott, de Mohicso nem szívott a békepipából, rá nem vonatkozott az adott szó. A három fehér megkapta a kért húst, sőt még díszkíséretet is: a fegyvereket és a lőszereket 6 indián adta át nekik, amikor már messze jártak a navahók táborától. Nicsa Ini rövid tanácskozás után elindította a seregét a folyóparton lefelé. Egy kémet a három fehér figyelésére küldött, hátha a banditák visszafordulnak, és megpróbálják visszaszerezni a csekket. Ahogyan haladtak előre óvatosan a navahók, a túlparton nagy zenebonára lettek figyelmesek, valaki fennhangon hangszereket utánzott. Egy pár indián átúszott és elkapta a zajkeltőt: Hampel kántort. A német muzsikus beszámolóját Elizabeth asszony fordította, amiből megtudták, hogy a telepesek és vezetőik a másik oldalon találhatók. Farkas egy pár emberével átúsztatott a bevándorlók csapatához, ahol megtudta, hogy Grinley ölte meg a navaho felderítőket. Az unokaöccsével is beszélt, majd Rex bankárnak visszaadta a csekkjét. Nicsa Ini is átjött a túlpartra, és elszívta a kalumetet a fehérekkel. Megbeszélték a teendőket, és elhatározták, hogy a gyilkosok meglakolnak, hamarosan itt a leszámolás napja. Old Shatterhand és Csi Szo is megérkeztek felderítő útjukból, a szőke fiút szülei - amennyire az indiánoknál kimutatható - örömmel fogadták. Winnetou még nem csatlakozott, figyelte a nihorák táborát. A terv szerint a Téli Víznél csalják tőrbe a nihorákat úgy, hogy talán még a vérontás is elkerülhető lesz.
- Tizenharmadik fejezet: A viszontlátás előzményei

Old Shatterhand ebben a fejezetben részletesen elbeszélte a barátainak, hogy mit tapasztaltak Winnetou-val felderítő útjuk során. Ahogy követték Mokacsi seregét, feltűnő volt, hogy az előttük haladók egyre lassítottak a tempójukon. Bizonyára egy adott helyen be akarták várni a bevándorlókat, hogy ott lecsaphassanak rájuk. Az apacs főnök felfedezte a túlparton ellenkező irányba előrenyomuló navahókat. Ebből arra következtetett, hogy Nagyvillám seregét bizonyára az olajkirály vezette tévútra. Ezután a gázló után lesben álló nihorák táborhelyét cserkészték be. Egy veszélyes tornamutatványnak is beillő sziklamászás után kihallgatták Mokacsi és alvezéreinek tanácskozását. A hallottak megerősítették őket abban, hogy jól mérték fel a lehetőségeket: a Téli Víznél állították fel a nihorák a csapdájukat. Visszavonulás után az apacs vezér és barátja megbeszélték a további teendőket arról, hogy a nihorák a saját csapdájukba eshessenek. Winnetou továbbra is a sekély átkelő környékén maradt, hátha Mokacsiék meggondolják magukat, s változtatnak a terveiken.
- Tizennegyedik fejezet: A csapda

Old Shatterhand beszámolója után két navaho kémet küldtek ki Grinley és társai elé. A két felderítőt azonban meglepte a három bandita, s az indiánok az életükkel fizettek tapasztalatlanságukért. Az olajkirály és társai követték a navahók és a telepesek nyomát. Közben Grinley azon morfondírozott, hogy vajon megvan-e még a csekk, vagy Rex darabokra tépte. A nyomkövetés közben hangokat hallottak, egy bozótosban a kántor panaszkodott azért, mert Old Shatterhand parancsára - nehogy bajt okozzon - egy fához kötözték. Rex őrizte, aki a banditák jöttére elbújt egy sziklahasadékban. A kántor a bankár rejtekhelyét is elárulta, mire a „jószívű” banditák kiszabadították a muzsikust, s a helyére Rexet szíjazták. Előtte átkutatták a pénzember zsebeit, s nagy örömükre sértetlenül megtalálták nála a csekket. Miután Grinley és cimborái elnyargaltak, Rex kérlelte a kántort, hogy szabadítsa ki, mire az ezt csak késlekedve tette meg.
Winnetou javaslatára, a vérontás elkerülése végett, módosítottak a terveiken. Ötszáz navaho hátulról megkerülve bekerítette a nihorákat, száz pedig Winnetou rendelkezésére állt, ők szemből támadtak a fehérekkel közösen. Mokacsi egy óriási szikla mögé bújva várta az ellenséget, de Old Shatterhand felfedezte a rejtekhelyét, s figyelmeztette, hogy bekerítették a nihorák seregét, a teljes megsemmisülés vár rájuk. A nihorák üvöltöttek félelmükben, amikor a Téli Víz kiszáradt medrében észrevették a hátukba került navahókat. Mokacsi szerint Nagy Manitou ellenük fordult, ezért letette a puskáját a földre. Párbajt javasolt a két fél legkiválóbb harcosainak részvételével. Old Shatterhand viszont tanácskozásba hívta, Bölény még a fegyverét is magával hozhatta. A megbeszélés vége méltányos béke lett, az indiánok elásták a csatabárdot. Mindezt a békepipa elszívása szentesítette.
- Tizenötödik fejezet: A büntetés

Rex elpanaszolta Old Shatterhandnek, hogy nemrég az olajkirály erőszakkal elvette tőle a csekket. A folyó túlsó partján lehettek, mert San Franciscóba indultak. Nagyvillám is a banditák után indult húsz emberével, hogy megbosszulja a felderítői halálát. A kántort a navahók egy fához kötözték a táborukban, nehogy ismét baj forrása legyen. Mokacsi húsz nihorával, Winnetou és fehér testvére tíz navahóval indult Grinleyék nyomában, hogy teljessé váljék a gyűrű a gonosztevők körül. A bevándorlók Farkas közbenjárására földet kaptak Nicsa Initől, sőt szerszámokra, lovakra, tehenekre is számíthattak a nagylelkű indiánvezértől. Még a kunyhóépítésben is segíteni fogják őket a navahók.
Grinley, Busher és Polly először a Colorado felé lovagolt, de aztán megálltak a Téli Víznél, hogy megnézzék, mi lesz az indiánok közötti csata sorsa. Egy leshelyen várakoztak, amikor Polly meglepte - az éppen a scout sorsáról beszélgető - testvérpárt. Grinley lefogta, Busher pedig a korábbi szövetségesük mellkasába döfte a kését. Ezután a két gyilkos nem várakozott tovább, sietve indultak „Frisco” felé. Az üldözők azonban már csak öt percre voltak tőlük. Amikor Old Shatterhand és Winnetou rábukkantak Polly holttestére, akkor Busher észrevette az üldözőket. Egy bozótosban menekültek tovább, abban bízva, hogy itt majd a nyomukat vesztik. Nagyvillám rábukkant a két fiatal felderítő holttestére, a gazfickók - szerencsétlenségükre - pont errefelé menekültek. A törzsfőnök felpattant az olajkirály mögé, és megskalpolta: hajastul letépte a bőrt Grinley fejéről. A borzalmas sikolyra Busher Nicsa Inire lőtt, de a bátyját találta nyakon, majd a kínzócölöptől való félelmében öngyilkos lett. Az indiánok a két navaho felderítőt két magas kőhalom alá temették, a gonosztevőket Nagyvillám parancsának megfelelően - ott hagyták a bozótosban: hogy a keselyűk végezzenek velük. (Sam Hawkins titokban eltemette Grinleyt és Bushert.)
Végül a Vadnyugat hősei kipihenték a kalandokat, néhány hetet a navahók földjén, sátraiban, wigwamjaiban töltöttek a Rio de Chaco mentén. Bicegő Frank és Hampel kántor hazatértek fatornyos hazájukba.
|  | Itt a vége a cselekmény részletezésének! |

## Szereplők

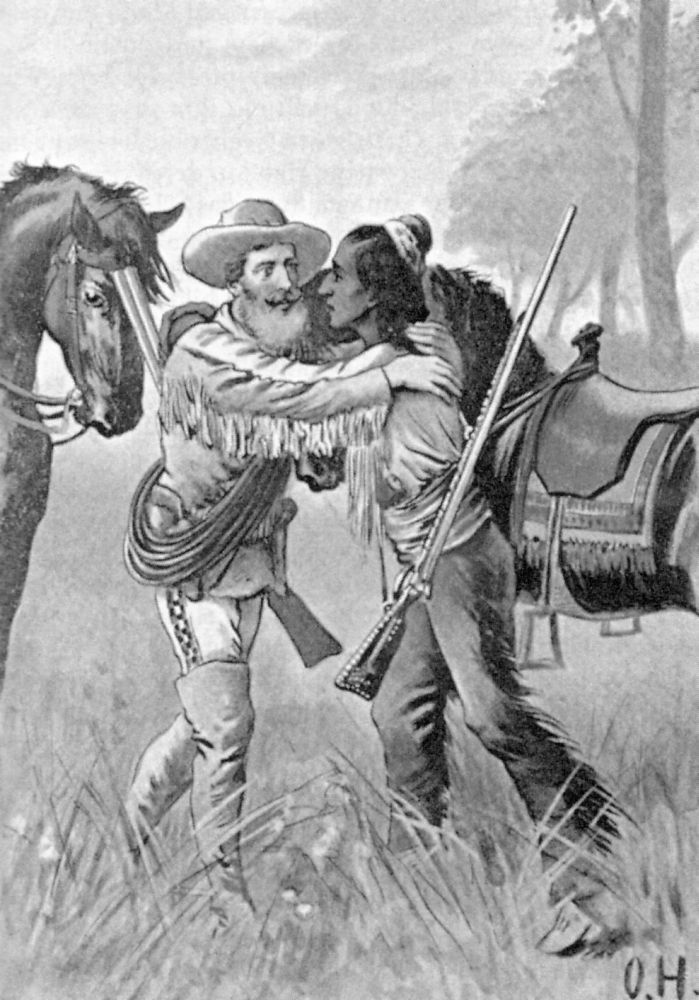
Illusztráció (Oskar Herrfurth) Az olajkirály 1897-es kiadásában

| Híres vadnyugati hősök | Indiánok                                                           | Kalandorok                  | Bevándorlók                        | További mellékszereplők  |
| ---------------------- | ------------------------------------------------------------------ | --------------------------- | ---------------------------------- | ------------------------ |
| Winnetou               | Nicsa Ini (Nagyvillám), navahó indiánfőnök                         | Grinley, az olajkirály      | Hans Julius kovácsmester           | Mr. Rex, bankár          |
| Old Shatterhand        | Elizabeth, Nicsa Ini felesége                                      | Busher, a „szemesek” vezére | Rosalie asszony, a kovács felesége | Mr. Brake, könyvelő      |
| Sam Hawkins            | Csi Szo, a szőke indián, Nagyvillám fia                            | Polly, a scout              | Arnold Wolf, erdész                | Patrick Kelly, kocsmáros |
| Will Parker            | Mohicso (Farkas), a navahók tanácsadója, eredeti neve: Thomas Wolf |                             | Hampel, a kétbalkezes kántor       | Graham kapitány          |
| Dick Stone             | Ka Muka, Három Ujj, a nihora indiánok főnöke                       |                             |                                    | Forner és fia            |
| Bicegő Frank           | Mokacsi (Bölény), nihora főnök                                     |                             |                                    |                          |
| Droll néni             | Hu Kuf (Gyorsparipa), navaho indián                                |                             |                                    |                          |
|                        | Khasti-tine (Öregember), fiatal navaho indián                      |                             |                                    |                          |

## Feldolgozások

### Film
A műből Fred Denger forgatókönyve alapján Harald Philipp forgatott filmet, Pierre Brice (Winnetou) és Stewart Granger (Old Surehand) főszereplésével. A filmben feltűnik Terence Hill (Richard Forsythe) is. A film Magyarországon Az olajherceg címen jelent meg.

## Képregény
Karl May regényéből Fazekas Attila írta és rajzolta Az olajkirály című képregényt, ami a Pajtás 1975/40-53. számaiban jelent meg.